# Алданци
Алданци (мкд. Алданци) су насеље у Северној Македонији, у западном делу државе. Алданци припадају општини Крушево.

## Географија
Насеље Алданци је смештено у западном делу Северне Македоније. Од најближег већег града, Прилепа, насеље је удаљено 30 km западно.
Алданци се налазе на западном ободу Пелагоније, највеће висоравни Северне Македоније. Насељски атар је на истоку равничарски, док се ка западу издижу прва брда Бушеве планине. Надморска висина насеља је приближно 670 метара.
Клима у насељу је континентална.

## Становништво
По попису становништва из 2002. године Алданци су имали 417 становника.
Претежно становништво у насељу су Албанци (95%), а у мањини су етнички Македонци (3%).
Већинска вероисповест у насељу је ислам.